# U.S. Cycling Open
Le U.S Cycling Open est une compétition cycliste qui s'est tenue en 2007. Elle partait de Williamsburg et arrivait à Richmond. Elle comprenait une course masculine et une course féminine. La course masculine faisait partie de l'UCI America Tour 2007.

## Résultat hommes
| Année | Vainqueur  | Deuxième                 | Troisième         |
| ----- | ---------- | ------------------------ | ----------------- |
| 2007  | Svein Tuft | Jonathan Patrick McCarty | Alejandro Borrajo |

## Résultat femmes
| Année | Vainqueur | Deuxième       | Troisième       |
| ----- | --------- | -------------- | --------------- |
| 2007  | Tina Pic  | Jennifer McRae | Heather Labance |